# Luis Amarán
Luis Alberto Amarán Romero, né le 7 avril 1979 à Matanzas, est un coureur cycliste cubain. Il a notamment été champion de Cuba du contre-la-montre en 1999, 2000, 2001 et 2005 et a remporté le classement individuel de l'USA Cycling National Racing Calendar en 2010.

## Biographie
Luis Amarán commence à pratiquer le cyclisme à l'âge de 15 ans. De 1998 à 2005, il court essentiellement avec l'équipe nationale cubaine. Il est champion de Cuba du contre-la-montre en 1999, 2000, 2001 et 2005 et monte deux fois sur le podium du Tour de Cuba, en 2001 et 2005. En 2006 et 2007, il court en Espagne. Il y gagne entre autres le Tour de La Corogne et le Tour d'Ávila. En 2008, il part aux États-Unis. Il intègre l'équipe continentale Colavita-Sutter Home-Cooking Light. Il gagne le Tour de Toona, une étape de la San Dimas Stage Race et le classement du sprint de la Redlands Bicycle Classic, et obtient plusieurs places d'honneur sur des épreuves du calendrier. En 2010, Colavita-Sutter Home-Cooking Light prend le nom de Jamis-Sutter Home. Luis Amarán gagne cette année-là le classement individuel de l'USA Cycling National Racing Calendar, grâce notamment à sa victoire lors de la Joe Martin Stage Race et à ses places à la Valley of the Sun Stage Race, au Wilmington Grand Prix (2e), à la San Dimas Stage Race, à la Clarendon Cup, au Nature Valley Grand Prix et au Charlotte Presbytarian Hospital Invitational Criterium (4e).

## Palmarès
- 1999
  -  Champion de Cuba du contre-la-montre
  - 3e étape du Tour du Chili
  - 3e du Tour du Chili
- 2000
  -  Champion panaméricain du contre-la-montre espoirs
  -  Champion de Cuba du contre-la-montre
  - 4ea étape du Tour de Cuba
- 2001
  -  Champion de Cuba du contre-la-montre
  - 2e du Tour de Cuba
  - 3e du championnat de Cuba sur route
- 2003
  - 12eb étape du Tour de Cuba
- 2005
  -  Champion de Cuba du contre-la-montre
  - 2e du Tour de Cuba
- 2006
  - 3e étape du Tour d'Alicante
  - 2e étape du Tour de Castellón
  - Classement général du Tour de La Corogne
  - Tour d'Ávila :
    - Classement général
    - 4e étape

  - 4e étape de la Semaine aragonaise
  - 2e du Tour de Castellón
- 2007
  - 5e étape du Tour de Galice
  - 3e étape du Tour de Ségovie
  - 4e étape du Tour d'Ávila
  - 5ea (contre-la-montre) et 5eb étapes du Tour de Tenerife
  - 2e du Tour d'Ávila
  - 3e du Tour de Ségovie
- 2008
  - 3e étape de la San Dimas Stage Race
  - Tour de Toona
- 2009
  - 6e étape du Tour de San Luis
  - Marion Midwest Classic
- 2010
  - USA Cycling National Racing Calendar
  - 2e étape du Tour of the Gila
  - Classement général de la Joe Martin Stage Race
  - 2e de la Valley of the Sun Stage Race
  - 2e du Wilmington Grand Prix
- 2011
  - Classement général du Tour of Elk Grove
  - 3e de la Nature Valley Grand Prix
- 2012
  - Classement général de la Valley of the Sun Stage Race
  - 2e étape du Tulsa Tough
  - 2e étape de la Cascade Classic (contre-la-montre)
- 2013
  - 2e étape de la San Dimas Stage Race
  - 2e et 3e étapes de la Redlands Bicycle Classic
  - 1re étape du Tour de Delta
  - 3e de la Valley of the Sun Stage Race
  - 3e de la Clarendon Cup
  - 3e de la Crystal Cup
- 2014
  - 3e étape de la Valley of the Sun Stage Race
  - 4e étape du Tour of the Gila
  - 2e du Nature Valley Grand Prix
  - 3e du Grand Prix cycliste de Saguenay
- 2015
  - 3e de la Clarendon Cup
  - 3e de la Crystal Cup
- 2016
  - Dana Point Grand Prix
  - Iron Hill Twillight Criterium

## Classements mondiaux
| Année            | 2009 | 2010 | 2011 | 2012 | 2013 | 2014 |
| ---------------- | ---- | ---- | ---- | ---- | ---- | ---- |
| UCI America Tour | 91e  |      | 42e  | 146e | 293e | 122e |

## Palmarès sur piste

### Jeux d'Amérique centrale et des Caraïbes
- Maracaibo 1998
  -  Médaillé d'or de la poursuite par équipes (avec Héctor Ajete, Iosvany Gutiérrez et Reinaldo Rodríguez)